# Alex Kidd BMX Trial
Alex Kidd: BMX Trial (яп. アレックスキッドBMXトライアル Арэккусу Киддо: БиЭмЭкс Триял) — гоночная игра, выпущенная в Японии 15 ноября 1987 года на Sega Master System. Является частью серии Alex Kidd.

## Игровой процесс
Игра разбита на пять уровней, в каждом из которых игрок управляет Алексом Киддом на мотоцикле и должен довести его до пещеры в форме животного с открытым ртом. На уровнях встречаются трамплины, позволяющие высоко подпрыгивать, и таблички, ускоряющие протагониста. Время на прохождения уровень ограничено; столкновение с препятствиями дополнительно уменьшает время, а подбор специального бонуса повышает.

## Сюжет
Алекс Кидд получает приглашение на вечеринку, подписанное дядей и тётей Алекса и королевой Радаксиана. Алекс садится на мотоцикл и отправляется в Радаксиан.